# Ананкино (Вологодская область)
Ананкино — деревня в Грязовецком районе Вологодской области.
Входит в состав Комьянского муниципального образования, с точки зрения административно-территориального деления — в Комьянский сельсовет.
Расстояние по автодороге до районного центра Грязовца — 25 км, до центра муниципального образования Хорошево — 2,9 км.
По переписи 2002 года население — 2 человека.
В «Родословии Вологодской деревни» указано, что в 1628 году деревня Ананкино являлась светской вотчиной в Комельской волости Вологодского уезда.
В Ананкино родилась Чечулина, Александра Николаевна (1904—1979) — звеньевая колхоза, Герой Социалистического Труда.